# Centrale nucleare di Yankee Rowe
La centrale nucleare di Yankee Rowe, conosciuta anche solamente come Yankee Rowe, è stata la terza centrale nucleare ad essere stata costruita negli Stati Uniti e la prima nel New England, era costituita da un reattore PWR da 167 MW netti. Era posizionata vicino alla città di Rowe nel Massachusetts sul fiume Deerfield e ha prodotto elettricità per un totale di 31 anni. La centrale è stata totalmente smantellata ed alla fine del 2007 lo smantellamento dell'impianto si può dire completato.
La centrale è stata il modello per la costruzione della centrale nucleare Enrico Fermi di Trino in Italia.